# Suručka
Suručka (lat. Aruncus), rod trajnica iz poroodice ružovki smješten u tribus Spiraeeae, dio potporodice Amygdaloideae. 
Postoje 4 priznate vrste u Europi, Aziji i Sjevernoj Americi.. U Hrvatskoj je prisutna jedna vrsta, šumska suručka ili šumska kozja brada (Aruncus dioicus), koja i je najrasprostranjenija unutar svoga roda

## Vrste
1. Aruncus dioicus (Walter) Fernald
2. Aruncus gombalanus Hand.-Mazz.
3. Aruncus parvulus Kom.
4. Aruncus sylvester Kostel.